# 村本大輔 (競輪選手)
村本 大輔（むらもと だいすけ、1975年6月29日 - ）は、静岡県静岡市出身の元競輪選手。現役時代は日本競輪選手会静岡支部所属。日本競輪学校（当時。以下、競輪学校）第77期生。師匠は伊藤勝也（54期）。
義理の息子（娘婿）は磯島康祐（105期、青森）。

## 来歴
静岡北高等学校を経て、競輪学校に第77期生として入学。
初出走は1996年4月20日の伊東温泉競輪場で、初勝利も同レース。
デビュー後から順調にS級に昇級して全ての方向に動きの良い追込選手として売り出した。また、静岡市葵区を流れる藁科川沿いをロード練習のコースとしている静岡所属の選手サークル「藁科軍団」のリーダー的存在であった。
2005年の第56回高松宮記念杯競輪で優勝、初のGIタイトルを獲得。
その後、練習中の大怪我で、左手小指を切断してしまう。村本本人によると「十指揃ってなければならない」競輪の規定にそぐわなくなったため、S級2班格付けながら引退を余儀なくされた。
2015年5月26日の宇都宮記念（GIII）最終日第8レース（特選）で4着となったのが現役最後のレースとなり、2016年11月7日に静岡支部にて引退手続きを済ませた。
2016年11月15日、選手登録消除。通算成績は1588戦347勝、優勝37回（うちGI1回）。
現役引退後は、静岡市内でマッサージ店を経営している。

## 主な獲得タイトル
- 2005年 - 高松宮記念杯競輪（大津びわこ競輪場）

## エピソード
- あだ名は「ゴルゴ」。お笑い芸人TIMのゴルゴ松本に似ていることに由来する。このことでフジテレビ系列で放映されていた番組「力の限りゴーゴゴー!!」のコーナーにおいて本人と対面し、以降「競輪界のゴルゴ」と名乗ることが認められた。

- レース中において選手がパフォーマンスを行うことは禁止されているが、村本大輔だけはスタート直前に何らかのポーズを取ることで有名であった。このパフォーマンスは競輪場側の「姿勢」に左右されるところがあり、立川競輪場でのレースにおいて、選手入場時に一礼するところをわざと「命!」のように左足を僅かにあげるような仕草をしたりなど（ただし頭はきちんと下げている）、普段は「明らかにならない範囲においてそれとなく織り交ぜる」ことが多かった。しかし寛容な競輪場では派手に行うこともあり、平塚競輪場において行われたKEIRINグランプリ05においては、発走台の上でゴルゴ13のスナイプポーズを数秒間行った。

- 第56回高松宮記念杯競輪では、優勝後の表彰式で、ゴルゴ松本の持ち芸である「命!」のパフォーマンスを行った。